# ديفيد أدلر
ديفيد أدلر (بالإنجليزية: David Adler) هو فيزيائي أمريكي، ولد في 13 أبريل 1935 في ذا برونكس في الولايات المتحدة، وتوفي في 31 مارس 1987 في ليكسينغتون في الولايات المتحدة.